# Kỳ Sơn, huyện Kỳ Anh
Kỳ Sơn là một xã thuộc huyện Kỳ Anh, tỉnh Hà Tĩnh, Việt Nam.

## Địa lý
Xã Kỳ Sơn nằm ở phía tây nam huyện Kỳ Anh, có vị trí địa lý:
- Phía đông giáp xã Kỳ Lạc
- Phía tây giáp xã Kỳ Thượng
- Phía nam giáp tỉnh Quảng Bình
- Phía bắc giáp xã Kỳ Thượng và xã Lâm Hợp.

Sông Rào Trổ là ranh giới tự nhiên của xã Lâm Hợp và xã Kỳ Sơn. Xã có Quốc lộ 12A mới chạy qua và nhà máy Vedan Kỳ Sơn.

## Lịch sử
Năm 1977, xã Kỳ Sơn được sáp nhập với xã Kỳ Lâm thành xã mới có tên là Vọng Sơn.
Năm 1980, xã Vọng Sơn lại được chia thành hai xã Kỳ Lâm và Kỳ Sơn. Xã Kỳ Sơn sau khi tái lập gồm có các xóm Mỹ Phong, Sơn Trung, Sơn Bình
Xóm Mỹ Phong gồm các đội: Mỹ Hòa, Mỹ Thuận, Mỹ Tân (Tân Mỹ), Mỹ Kim, Mỹ Lạc và Mỹ Lợi.
Sau đó tách thành các xóm: Mỹ Thuận (Gồm Mỹ hòa và Mỹ Thuận cũ), Mỹ Tân, Mỹ Lạc (Mỹ Kim và Mỹ Lạc cũ), Mỹ Lợi.
Xóm Sơn Trung tách thành: Sơn Trung 1 và Sơn Trung 2.
Xóm Sơn Bình thành 3 xóm: Sơn Bình 1, Sơn Bình 2, Sơn Bình 3.
Năm 2019, lại gộp xóm Sơn Bình 2 và Sơn Bình 3 thành xóm Sơn Bình 2
Như vậy hiện nay xã Kỳ Sơn gồm các xóm: Mỹ Tân, Mỹ Lạc, Mỹ Lơi, Mỹ Thuận, Sơn Trung 1, Sơn Trung 2, Sơn Bình 1, Sơn Bình 2.
Ngày 17 tháng 7 năm 2019, HĐND tỉnh Hà Tĩnh ban hành Nghị quyết số 157/NQ-HĐND về việc sáp nhập thôn Sơn Bình 3 vào 3 thôn: Mỹ Lạc, Sơn Bình 2, Sơn Trung 2.